# ベガエンタテイメント
株式会社ベガエンタテイメント（英: VEGA ENTERTAINMENT CO.,LTD.）は、日本のアニメ制作会社。

## 概要
日本アニメーションのプロデューサーであった松土隆二が中心となって1993年8月5日に設立。「監督から撮影まで自社でまかなえる自己完結型スタジオの樹立」を目指し、社内には制作・演出・作画・仕上・美術・撮影と一貫したラインを備える。撮影部門のみ「ベガデジタル」と呼称。かつては国分寺市東恋ヶ窪にスタジオを構えていた。
2000年から2003年にかけて円谷映像製作作品を元請けしていたが、その後はマッドハウスやシンエイ動画などからのグロス請けが主体となる。『怪盗ジョーカー』では制作協力の他、製作委員会にも参加している。
2020年2月、Twitter公式アカウントを開設。

## 作品履歴

### テレビアニメ
| 開始年 | 放送期間         | タイトル                       | 監督                    | アニメーション プロデューサー | 共同制作  |
| ------ | ---------------- | ------------------------------ | ----------------------- | ----------------------------- | --------- |
| 1996年 | N/A              | ありす in Cyberland            | 横田和善                | N/A                           |           |
| 2000年 | 10月 - 2001年3月 | ハムスター倶楽部               | 斎藤博（CD）            | 松土隆二                      |           |
| 2001年 | 7月 - 9月        | コスモウォーリアー零           | 横田和善                | 松土隆二                      |           |
| 2001年 | 10月 - 12月      | バビル2世（新）                | 牛草健                  | 松土隆二                      |           |
| 2002年 | 3月 - 6月        | ガンフロンティア               | 善聡一郎                | N/A                           |           |
| 2002年 | 7月 - 2003年3月  | ふぉうちゅんドッグす           | 斎藤博                  | 松土隆二                      |           |
| 2003年 | 5月 - 7月        | SUBMARINE SUPER 99             | 又野弘道                | 松土隆二                      |           |
| 2021年 | 7月 - 9月        | 出会って5秒でバトル            | 内藤明吾（総） 新井宣圭 | 増子相二郎 武井健             | SynergySP |
| 2024年 | 10月 - 12月      | さようなら竜生、こんにちは人生 | 西田健一                | 早船健一郎 武井健             | SynergySP |

### 劇場アニメ
| 公開年 | タイトル         | 監督     | アニメーション プロデューサー | 備考                                                     |
| ------ | ---------------- | -------- | ----------------------------- | -------------------------------------------------------- |
| 2013年 | 県庁おもてなし課 | 三宅喜重 | N/A                           | アニメーション製作                                       |
| 2020年 | レベッカ         | 寺本幸代 | 松土隆二                      | 若手アニメーター育成プロジェクト「あにめたまご2020」作品 |

### OVA
| 発売年 | タイトル                                                        | 監督     | アニメーション プロデューサー | 共同制作         |
| ------ | --------------------------------------------------------------- | -------- | ----------------------------- | ---------------- |
| 2000年 | メーテルレジェンド                                              | 横田和善 | 松土隆二                      |                  |
| 2002年 | 一つの花                                                        | N/A      | N/A                           | 音響映像システム |
| 2003年 | アニメ古典文学館 第1巻「竹取物語」                              | 寺本幸代 | 松土隆二                      |                  |
| 2004年 | アニメ古典文学館 第6巻「万葉集」                                | 寺本幸代 | 松土隆二                      |                  |
| 2004年 | 僕は妹に恋をする                                                | 寺本幸代 | 松土隆二                      | ZOOM ENTERPRISE  |
| 2020年 | 怪盗ジョーカー 『ミラクルくるくるキャンペーン』ショートムービー | 寺本幸代 | 武井健                        |                  |

### Webアニメ
| 配信年 | タイトル                                                     | 監督     |
| ------ | ------------------------------------------------------------ | -------- |
| 2020年 | 古紙再生促進センターPR用アニメーション「日本の紙リサイクル」 | 寺本幸代 |

### ゲーム
| 発売年 | タイトル                                    | ハードウェア    |
| ------ | ------------------------------------------- | --------------- |
| 1997年 | Piaキャロットへようこそ!!                   | PC-FX           |
| 1997年 | となりのプリンセス ロルフィー               | PC-FX           |
| 1997年 | 爆れつハンターR                             | セガサターン    |
| 1997年 | 超神兵器ゼロイガー                          | PC-FX           |
| 1998年 | ファーストKiss☆物語                         | PC-FX           |
| 2015年 | 怪盗ジョーカー 時を超える怪盗と失われた宝石 | ニンテンドー3DS |

### 制作協力
| 開始年 | 放送期間          | タイトル                                     | 制作元請                        | 備考                                                              |
| ------ | ----------------- | -------------------------------------------- | ------------------------------- | ----------------------------------------------------------------- |
| 1979年 | 4月 - 2005年3月   | ドラえもん (1979年のテレビアニメ)            | シンエイ動画                    | 1996年、作画                                                      |
| 1992年 | 4月 -             | クレヨンしんちゃん                           | シンエイ動画                    | 2017年、第944話制作協力                                           |
| 1994年 | 4月 - 12月        | ヤマトタケル                                 | 日本アニメーション              | 制作協力                                                          |
| 1995年 | 9月 - 1996年8月   | ママはぽよぽよザウルスがお好き               | 日本アニメーション              | 第29話仕上                                                        |
| 1995年 | 10月 - 1996年3月  | 新世紀エヴァンゲリオン                       | GAINAX タツノコプロ             | 第3、4、6、10、12、21話制作協力                                   |
| 1996年 | 4月 - 9月         | VS騎士ラムネ&40炎                            | 葦プロダクション                | 第3、9、17、21話制作協力                                          |
| 1996年 | 6月 - 2004年12月  | こちら葛飾区亀有公園前派出所                 | ぎゃろっぷ                      | 2000年、第163、167、170、186、192話制作協力                       |
| 1996年 | 11月 - 1997年9月  | 逮捕しちゃうぞ                               | スタジオディーン                | 第32、36、39話背景                                                |
| 1997年 | 1月 - 9月         | マッハGoGoGo                                 | タツノコプロ                    | 第2話制作協力                                                     |
| 1997年 | 4月 - 9月         | 新・天地無用!                                | AIC                             | 第19話制作協力                                                    |
| 1997年 | 4月 - 1998年9月   | 中華一番!                                    | 日本アニメーション              | 第42、48話制作協力                                                |
| 1997年 | 7月 - 1998年3月   | 忍ペンまん丸                                 | シンエイ動画                    | 第2、8、11、13回制作協力                                          |
| 1997年 | 10月 - 1999年9月  | さくらももこ劇場 コジコジ                    | 日本アニメーション              | 1998年、第49話動画 1999年、第74話制作協力                         |
| 1997年 | 11月 - 1999年9月  | ドクタースランプ                             | 東映アニメーション              | 各話背景                                                          |
| 1998年 | 4月 - 1999年6月   | カードキャプターさくら                       | マッドハウス                    | 第4話制作協力                                                     |
| 1998年 | 4月 - 10月        | YAT安心!宇宙旅行（第2期）                    | グループ・タック                | 第3、5、8話制作協力                                               |
| 1998年 | 4月 - 11月        | DTエイトロン                                 | サンライズ                      | 第17、23話制作協力                                                |
| 1999年 | 10月 - 2000年1月  | 頭文字D Second Stage                         | パステル                        | 第2、6、10話制作協力                                              |
| 1999年 | 10月 - 2001年9月  | 週刊ストーリーランド                         | シンエイ動画                    | 各話制作協力                                                      |
| 2001年 | 1月 - 12月        | 爆転シュート ベイブレード                    | マッドハウス                    | 第19話動画                                                        |
| 2001年 | 5月 - 12月        | 学園戦記ムリョウ                             | マッドハウス                    | 第8、26話動画                                                     |
| 2002年 | 4月 - 2009年9月   | あたしンち                                   | シンエイ動画                    | 各話制作協力                                                      |
| 2002年 | 4月 - 2003年9月   | わがまま☆フェアリー ミルモでポン!            | スタジオ雲雀                    | 第71、77話制作協力                                                |
| 2003年 | 10月 - 2004年3月  | わがまま☆フェアリー ミルモでポン! ごおるでん | スタジオ雲雀                    | 第6、12、18話制作協力                                             |
| 2003年 | 10月 - 2004年9月  | F-ZEROファルコン伝説                         | 葦プロダクション                | 第6、14、18、27、35、43、50話制作協力                             |
| 2004年 | 1月 - 3月         | ごくせん                                     | マッドハウス                    | 第3、8、11話アニメーション制作協力                                |
| 2004年 | 4月 - 9月         | 天上天下                                     | マッドハウス                    | 第5、11、17、23話アニメーション制作協力                           |
| 2004年 | 4月 - 2005年4月   | わがまま☆フェアリー ミルモでポン! わんだほう | スタジオ雲雀                    | 第2、8話制作協力                                                  |
| 2004年 | 4月 - 2005年9月   | MONSTER                                      | マッドハウス                    | 第4、10、16、22、28、34、40、48、54、60、68アニメーション制作協力 |
| 2004年 | 8月               | 小さい潜水艦に恋をしたでかすぎるクジラの話   | シンエイ動画                    | 制作協力                                                          |
| 2004年 | 10月 - 2005年3月  | BECK                                         | マッドハウス                    | 第3、9、16話制作協力                                              |
| 2004年 | 11月 - 2005年5月  | MAJOR                                        | スタジオ雲雀                    | 第7、13、19話制作協力                                             |
| 2005年 | 4月 -             | ドラえもん (2005年のテレビアニメ)            | シンエイ動画                    | 各話制作協力                                                      |
| 2005年 | 4月 - 6月         | 英國戀物語エマ                               | ぴえろ                          | 第6話制作協力                                                     |
| 2005年 | 10月 - 2006年3月  | 闘牌伝説アカギ 〜闇に舞い降りた天才〜        | マッドハウス                    | 第9話アニメーション制作協力                                       |
| 2006年 | 4月 - 2007年3月   | 牙 -KIBA-                                    | マッドハウス                    | 第3、6、14、20、27、34、41、48話アニメーション制作協力            |
| 2007年 | 10月 - 2008年3月  | 魔人探偵脳噛ネウロ                           | マッドハウス                    | 第3、15、23話アニメーション制作協力                               |
| 2008年 | 10月 - 2009年3月  | ONE OUTS -ワンナウツ-                        | マッドハウス                    | 第3、9、22話アニメーション制作協力                                |
| 2010年 | 4月 - 9月         | RAINBOW-二舎六房の七人-                      | マッドハウス                    | 第7、14、20話アニメーション制作協力                               |
| 2010年 | 7月 - 2011年3月   | スティッチ! 〜ずっと最高のトモダチ〜         | シンエイ動画                    | 第1、7、13、21、28話制作協力                                      |
| 2011年 | 10月 - 2014年9月  | HUNTER×HUNTER（日本テレビ版）                | マッドハウス                    | 各話制作協力                                                      |
| 2014年 | 10月 - 2016年12月 | 怪盗ジョーカー                               | シンエイ動画                    | アニメーション制作協力・製作                                      |
| 2017年 | 7月 - 12月        | 妖怪アパートの幽雅な日常                     | シンエイ動画                    | 第9話アニメーション協力                                           |
| 2018年 | 1月 - 2020年3月   | ポチっと発明 ピカちんキット                  | シンエイ動画 OLM                | 各話アニメーション制作協力                                        |
| 2020年 | 4月 - 9月         | ハクション大魔王2020                         | タツノコプロ 日本アニメーション | 第2、8、14、18話制作協力                                          |
| 2021年 | 4月 - 6月         | ましろのおと                                 | シンエイ動画                    | 第7話アニメーション協力                                           |
| 2021年 | 4月 - 6月         | やくならマグカップも                         | 日本アニメーション              | 第12話パート制作協力                                              |
| 2021年 | 10月 - 12月       | やくならマグカップも 二番窯                  | 日本アニメーション              | 第3、6、8、10話制作協力                                           |
| 2022年 | 4月 - 9月         | ラブオールプレー                             | 日本アニメーション OLM          | 第5、11、19話制作協力                                             |
| 2023年 | 1月、4月          | ちびまる子ちゃん                             | 日本アニメーション              | 第1369、1381話制作協力                                            |
| 2024年 | 1月、2月          | 休日のわるものさん                           | シンエイ動画 SynergySP          | 第2、5、6、10話制作協力                                           |

| 公開年 | タイトル                                                    | 制作元請              | 備考                     |
| ------ | ----------------------------------------------------------- | --------------------- | ------------------------ |
| 1995年 | 2112年 ドラえもん誕生                                       | シンエイ動画          | アニメーション協力       |
| 1996年 | ドラミ&ドラえもんズ ロボット学校七不思議!?                  | シンエイ動画          | アニメーション協力       |
| 1997年 | ザ☆ドラえもんズ 怪盗ドラパン謎の挑戦状!                     | シンエイ動画          | アニメーション協力       |
| 1997年 | ドラえもん のび太のねじ巻き都市冒険記                       | シンエイ動画          | 協力                     |
| 1997年 | 新世紀エヴァンゲリオン劇場版 シト新生                       | GAINAX Production I.G | TVアニメーション制作協力 |
| 1997年 | ゲゲゲの鬼太郎 妖怪特急! まぼろしの汽車                     | 東映動画              | 協力                     |
| 1998年 | ザ☆ドラえもんズ ムシムシぴょんぴょん大作戦!                 | シンエイ動画          | アニメーション協力       |
| 1998年 | 帰ってきたドラえもん                                        | シンエイ動画          | アニメーション協力       |
| 1998年 | クレヨンしんちゃん 電撃!ブタのヒヅメ大作戦                  | シンエイ動画          | 動画                     |
| 1999年 | ザ☆ドラえもんズ おかしなお菓子なオカシナナ?                 | シンエイ動画          | 協力                     |
| 1999年 | のび太の結婚前夜                                            | シンエイ動画          | 協力                     |
| 2000年 | ザ☆ドラえもんズ ドキドキ機関車大爆走!                       | シンエイ動画          | 協力                     |
| 2000年 | おばあちゃんの思い出                                        | シンエイ動画          | 協力                     |
| 2001年 | ドラミ&ドラえもんズ 宇宙ランド危機イッパツ!                 | シンエイ動画          | 協力                     |
| 2001年 | がんばれ!ジャイアン!!                                       | シンエイ動画          | 協力                     |
| 2002年 | ぼくの生まれた日                                            | シンエイ動画          | 協力                     |
| 2003年 | Pa-Pa-Pa ザ☆ムービー パーマン                               | シンエイ動画          | 協力                     |
| 2006年 | 映画ドラえもん のび太の恐竜2006                             | シンエイ動画          | アニメーション協力       |
| 2007年 | 映画ドラえもん のび太の新魔界大冒険 〜7人の魔法使い〜       | シンエイ動画          | アニメーション協力       |
| 2008年 | 映画ドラえもん のび太と緑の巨人伝                           | シンエイ動画          | アニメーション協力       |
| 2009年 | 映画ドラえもん 新・のび太の宇宙開拓史                       | シンエイ動画          | アニメーション協力       |
| 2010年 | 映画ドラえもん のび太の人魚大海戦                           | シンエイ動画          | アニメーション協力       |
| 2010年 | 宇宙ショーへようこそ                                        | A-1 Pictures          | 仕上                     |
| 2011年 | 映画ドラえもん 新・のび太と鉄人兵団 〜はばたけ 天使たち〜   | シンエイ動画          | アニメーション制作協力   |
| 2012年 | 映画ドラえもん のび太と奇跡の島 〜アニマル アドベンチャー〜 | シンエイ動画          | アニメーション協力       |
| 2012年 | クレヨンしんちゃん 嵐を呼ぶ!オラと宇宙のプリンセス          | シンエイ動画          | 動画、仕上               |
| 2013年 | 映画ドラえもん のび太のひみつ道具博物館                     | シンエイ動画          | アニメーション協力       |
| 2013年 | クレヨンしんちゃん バカうまっ!B級グルメサバイバル!!         | シンエイ動画          | 動画、仕上               |
| 2013年 | かぐや姫の物語                                              | スタジオジブリ        | 作画協力                 |
| 2013年 | 劇場版 HUNTER×HUNTER -The LAST MISSION-                     | マッドハウス          | 美術制作協力             |
| 2014年 | 映画ドラえもん 新・のび太の大魔境 〜ペコと5人の探検隊〜     | シンエイ動画          | アニメーション協力       |
| 2015年 | 映画ドラえもん のび太の宇宙英雄記                           | シンエイ動画          | アニメーション協力       |
| 2015年 | クレヨンしんちゃん オラの引越し物語 サボテン大襲撃          | シンエイ動画          | 動画、仕上               |
| 2016年 | 映画ドラえもん 新・のび太の日本誕生                         | シンエイ動画          | アニメーション協力       |
| 2016年 | クレヨンしんちゃん 爆睡!ユメミーワールド大突撃              | シンエイ動画          | 動画、仕上               |
| 2017年 | 映画ドラえもん のび太の南極カチコチ大冒険                   | シンエイ動画          | アニメーション協力       |
| 2017年 | クレヨンしんちゃん 襲来!!宇宙人シリリ                       | シンエイ動画          | 制作協力                 |
| 2018年 | 映画ドラえもん のび太の宝島                                 | シンエイ動画          | アニメーション協力       |
| 2019年 | 映画ドラえもん のび太の月面探査記                           | シンエイ動画          | アニメーション協力       |
| 2019年 | ドラえもん&Fキャラオールスターズ「月面レースで大ピンチ!?」  | シンエイ動画          | アニメーション制作協力   |
| 2019年 | クレヨンしんちゃん 新婚旅行ハリケーン 〜失われたひろし〜    | シンエイ動画          | 制作協力                 |
| 2019年 | 劇場版 新幹線変形ロボ シンカリオン 未来からきた神速のALFA-X | OLM                   | 動画、彩色               |
| 2020年 | 映画ドラえもん のび太の新恐竜                               | シンエイ動画          | アニメーション協力       |
| 2022年 | 映画ドラえもん のび太の宇宙小戦争 2021                      | シンエイ動画          | アニメーション協力       |
| 2023年 | 映画ドラえもん のび太と空の理想郷                           | シンエイ動画          | アニメーション協力       |
| 2024年 | 映画ドラえもん のび太の地球交響楽                           | シンエイ動画          | アニメーション協力       |
| 2025年 | 映画ドラえもん のび太の絵世界物語                           | シンエイ動画          | アニメーション協力       |

| 発売年 | タイトル               | 制作元請            | 備考      |
| ------ | ---------------------- | ------------------- | --------- |
| 1996年 | ぼくのマリー           | ぴえろ              | 第3話動画 |
| 2003年 | モエかん THE ANIMATION | アクシス ノーサイド | 第1話原画 |

| 公開年 | 配信期間  | タイトル                                        | 制作元請     | 備考                           |
| ------ | --------- | ----------------------------------------------- | ------------ | ------------------------------ |
| 2017年 | 2月 - 5月 | クレヨンしんちゃん外伝 家族連れ狼               | シンエイ動画 | 第7、8話制作協力               |
| 2017年 | 5月 - 8月 | クレヨンしんちゃん外伝 お・お・お・のしんのすけ | シンエイ動画 | 第3、4、7、8、11、12話制作協力 |

| 発売年 | タイトル                              | ハードウェア | 制作元請             | 備考     |
| ------ | ------------------------------------- | ------------ | -------------------- | -------- |
| 1996年 | 新世紀エヴァンゲリオン (セガサターン) | セガサターン | タツノコプロ         | 制作協力 |
| 1996年 | ボカンと一発!ドロンボー               | PlayStation  | 竜の子プロダクション | 制作協力 |

## 関連人物

### アニメーター・演出家
- 池野華乃
- 植田千湖
- 遠藤良恵
- 加藤大緒
- 神谷隼汰
- 神谷由季
- 川重希
- 小杉菜穂子（こすぎなほこ）
- 児玉亮
- 佐土原武之（サドハラタケユキ）
- 繁田享
- 嶋津郁雄
- 菅野智之
- 関修一
- 高士亜衣

- 高橋美由希
- 高山朋浩
- 谷井勇太郎
- 寺本幸代
- 西田健一
- 濱田夢子
- 堀江佑
- 本田遼太郎
- 三宅綱太郎
- 宮本美智子
- 宮本幸裕
- 諸隈瑛美
- 矢嶋哲生
- 柳井彩夏
- 柳谷華果

### 制作
- 松土隆二（代表取締役）
- 武井健（プロデューサー）
- 安本久美子（滝島久美子、プロデューサー）

### その他
- 土橋誠（美術監督）
- 土橋知子（中村知子、美術監督）
- 高橋めぐみ（色彩設計）
- 倉内美幸（色彩設計）

- 宮本律希（色指定）
- 松浦沙恵（色指定）
- 松浦晴花（色指定）
- 佐藤宗明（撮影監督）